# Antoine Nompar de Caumont

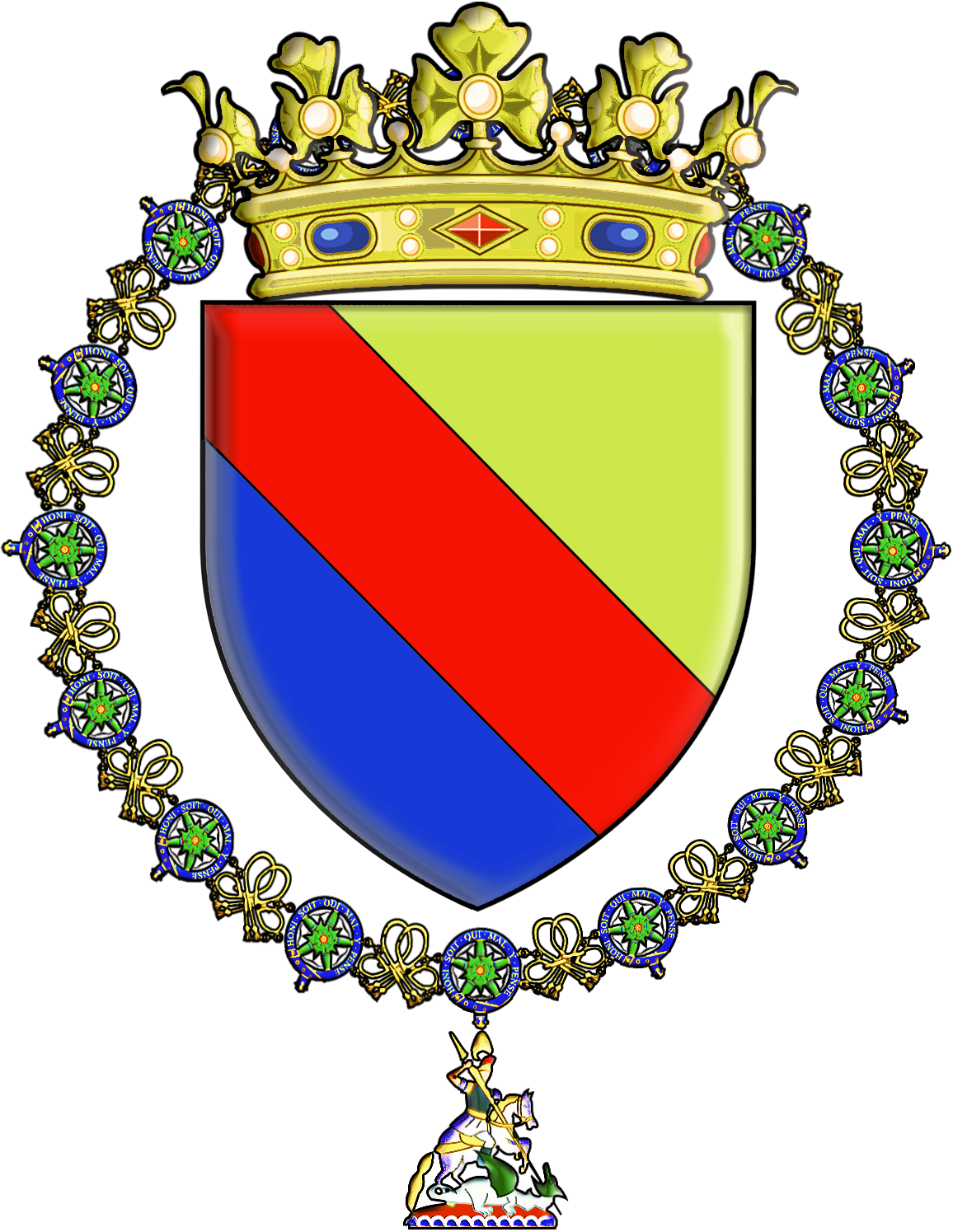
Escudos de armas del Duque de Lauzun.

Antonio Nompar de Caumont (en francés: Antoine Nompar de Caumont), duque de Lauzun (? 1632-19 de noviembre de 1723) era un cortesano y soldado francés. 
Fue el único amor de la "heredera más grande de Europa", Ana María Luisa de Orléans, Duquesa de Montpensier, prima de Luis XIV.

## Biografía
Era el hijo de Gabriel conde de Lauzun, y su mujer Carlota, hija de Enrique-Nompar de Caumont, duque de La Force. Esté había crecido con los niños de su pariente, el mariscal de Gramont. Uno de ellos, Armand de Gramont, conde de Guiche, sería amante de Enriqueta Ana Estuardo, Duquesa de Orléans, mientras una hija, Catherine Charlotte, después princesa de Mónaco por matrimonio con Luis I Grimaldi, sería el objeto de deseo d Lauzun durante toda su vida.
Entró en el ejército, al servicio de Turenne, también pariente suyo, y en 1655 sustituyó a su padre como comandante de los cien caballeros de la casa del rey. Entonces conocido como el conde de Puyguilhem (o Péguilin, cuando los contemporáneos simplificaron su nombre), se ganó rápidamente el favor de Luis XIV, y consiguió ser coronel del regimiento real de dragones, y fue mariscal de campo. Él y la Señora de Mónaco pertenecieron a la corte de la joven Duquesa de Orleans. Su ingenio áspero y la habilidad en chistes prácticos complació a Luis XIV, pero sus celos y su carácter eran las causas de sus desavenencias. Impidió una reunión entre Luis XIV y Madame de Mónaco, por celos en este asunto, más que hostilidad a Luisa de La Vallière, el cual le dirigió para promover con Madame de Montespan intrigas con el rey. Le pidió a esta señora que le asegurara el puesto de gran maestro de la artillería, y para darle una cita con el rey Luis, Lauzun le dio la espalda, rompió su espada y dijo que nunca más serviría a un rey que rompiera su palabra. El rey estaba tan enojado que arrojó su propio bastón por la ventana para evitar golpearlo con él. El resultado de esa escasa influencia fue pasar un tiempo en la Bastilla, pero pronto regresó a su función como bufón de la corte.
Entretanto, Ana, Duquesa de Montpensier (La Grande Mademoiselle) había caído enamorada del pequeño hombre, cuya fealdad parecía ejercer cierta fascinación entre muchas mujeres. Naturalmente encantó a una de las más grandes herederas de Europa, y la boda estuvo fijada para el 21 de diciembre de 1670. Entonces, Luis envió a su prima y prohibió el matrimonio. Madame de Montespan nunca perdonó la furia de Lauzun, cuando no consiguió la gran maestría de la artillería, y ahora, con Louvois, aseguró su arresto. Fue trasladado en noviembre de 1671 de la Bastilla a Pignerol, donde se tomaron excesivas precauciones para asegurarse de que estaba firmemente custodiado. Eventualmente se le concedió conocer a otro prisionero, Fouquet, pero antes de eso se las ingenió para encontrar un camino a través de la chimenea de Fouquet. Otro prisionero amigo del que fue rigurosamente excluido de comunicación, era Eustache Dauger (véase El hombre de la máscara de hierro), quién ocasionalmente serviría de criado de Fouquet.
En sus informes a sus superiores en París, el gobernador de prisión, Bénigne Dauvergne de Saint-Mars, dice que Lauzun mostraba evidencias de comportamiento desquiciado en este tiempo: su celda estaba en constante desorden y dejó crecer su barba hasta el punto de parecer un salvaje. Una intentona de escapada fue fallida cuando emergiendo de su túnel se encontró a una sirvienta, que dio la alarma.
Se informó a Mademoiselle que la restauración de la libertad de Lauzun dependía del establecimiento inmediato del principado de Dombes, el condado de Eu y el ducado de Aumale -tres propiedades asignadas por ella a Lauzun- en Luis Augusto de Borbón, duque de Maine, hijo mayor legítimo de Luis XIV y Montespan. Ella cedió, pero Lauzun, incluso después de diez años de prisión, se negó a firmar los documentos, cuando fue llevado a Bourbon para ese propósito. Un corto plazo de prisión en Chalon-sur-Saône le hizo cambiar de opinión, pero cuando fue liberado Luis XIV todavía estaba en contra del matrimonio, el cual se supone que se hizo en un lugar secreto.
Casado o no, Lauzun abiertamente cortejaba a la hija de Nicolas Fouquet, a quien había visto en Pignerol. Debió regresar a su lugar en la corte, y casarse con Mademoiselle Fouquet, quién sin embargo se convirtió en duquesa de Uzès en 1683.
En 1685 Lauzun fue a Inglaterra para buscar su fortuna bajo el reinado de Jacobo II, a quien había servido como duque de York en Flandes. Rápidamente ganó gran influencia en la corte inglesa. En 1688 ya otra vez en Inglaterra, arregló el viaje de exilio de María de Módena y el príncipe infante, quien acompañó a Calais, donde recibió instrucciones estrictas de Louis para traerles "por encima de cualquier pretexto" a Vincennes.
Al final del otoño de 1689 fue puesto al mando de la expedición equipada en Brest para el servicio en Irlanda, y navegó al año siguiente. Lauzun era honesto, una calidad no demasiado común en los oficiales de Jacobo II, pero no tenía experiencia de campo, y siguió ciegamente a Richard Talbot, Conde de Tyrconnel. Después de la batalla del Boyne huyeron a Limerick, y de allí al oeste, dejando a Patrick Sarsfield para mostrar un frente valiente. En septiembre navegaron a Francia, y en su llegada a Versalles Lauzun encontró que su fracaso había destruido cualquier perspectiva de un retorno del favor de Luis XIV.

## Últimos años de vida
Mademoiselle murió en 1693, y dos años más tarde Lauzun se casó con Genevieve de Durfort, una niña de catorce años, hija del mariscal de Lorges. La reina María, por cuyo interés Lauzun aseguró su ducado, conservó su fe en él, y fue quien en 1715, más de un cuarto de siglo después del vuelo de Whitehall, le trajo noticias de la Batalla de Sheriffmuir. Después de su muerte, el ducado de Lauzun recayó en el marido de su sobrina, Carlos Armando de Gontaut.